# Muzyka współczesna (album)
Muzyka współczesna – trzeci album studyjny polskiego rapera Pezeta. Za produkcję odpowiada w przeważającej mierze Auer.
Pierwszy singel promujący album zatytułowany „Obrazy Pollocka” ukazał się na kanale YouTube wytwórni Koka Beats 13 czerwca 2019 roku.
Album dotarł do 1. miejsca listy OLiS w Polsce i uzyskał certyfikat diamentowej płyty. Nominacja do Fryderyka 2020 w kategorii Album Roku Hip Hop.

## Lista utworów
Opracowano na podstawie materiału źródłowego.
1. „Intro (Niki)” – 03:57
2. „Czas to iluzja” (gościnnie: Syny) – 03:35
3. „Magenta” – 03:19
4. „Obrazy Pollocka” – 3:56
5. „5.07 (Interlude)” – 03:56
6. „2K30” (gościnnie: Taco Hemingway) – 04:06
7. „Braincell (Interlude)” – 00:34
8. „Gorzka woda” – 04:49
9. „Nauczysz się czekać” – 03:57
10. „Zły śpi spokojnie” (gościnnie: Lua Preta, Oskar) – 03:42
11. „Одиночество (Interlude)” – 01:53
12. „Nie zobaczysz łez” – 03:13
13. „Dom” – 04:35
14. „Piroman” – 03:52
15. „Outro” (gościnnie: Bryndal) – 03:13
16. „Gorzka woda remix” (gościnnie: Paluch, Sokół, KęKę, Ten Typ Mes) (utwór bonusowy) – 5:44
17. „Gorzka woda remix 2” (gościnnie: Oki, Jan-Rapowanie, Otsochodzi, Zdechły Osa) (utwór bonusowy) – 5:42

## Twórcy
Opracowano na podstawie materiału źródłowego.

- Paweł „Pezet” Kapliński – wokal, słowa, producent wykonawczy
- Marek „Auer” Teodoruk – produkcja (1, 3–5, 7–9, 11–13, 15–17)
- Przemysław „1998” Jankowiak (Syny) – produkcja (2)
- Piotr „Hatti Vatti” Kaliński – produkcja (6)
- Jakub „DJ Mentalcut” Smogur (Lua Preta) – produkcja (10)
- Piotr „Steez” Szulc – produkcja (14), skrecze (14)
- Rafał „DJ Panda” Helsztyński – skrecze (1, 6, 12)
- Robert Piernikowski (Syny) – wokal (2), słowa (2)
- Filip „Taco Hemingway” Szcześniak – wokal (6), słowa (6)
- Luzia Marina Viegas D'Abreu Avelino (Lua Preta) – wokal wspierający (10)
- Oskar „Oskar” Tuszyński – wokal (10), słowa (10)
- Jakub „Bryndal” Bryndal – wokal (15), słowa (15)
- Łukasz „Paluch” Paluszak – wokal (16), słowa (16)
- Wojciech „Sokół” Sosnowski – wokal (16), słowa (16)
- Piotr „KęKę” Siara – wokal (16), słowa (16)
- Piotr „Ten Typ Mes” Szmidt – wokal (16), słowa (16)
- Oskar „Oki” Kamiński – wokal (17), słowa (17)
- Jan „Jan-Rapowanie” Pasula – wokal (17), słowa (17)
- Miłosz „Otsochodzi” Stępień – wokal (17), słowa (17)
- Daniel „Zdechły Osa” Wójtowicz – wokal (17), słowa (17)
- Rafał Smoleń – miksowanie, mastering
- Zbigniew Niedziałek – producent wykonawczy
- Maciej Przężak – kierownictwo graficzne
- Piotr Rybiński – zdjęcia
- Jerzy Parapura – menadżer projektu
- Stanisław Koźlik – realizacja

## Notowania
| Kraj   | Lista                    | Pozycja |
| ------ | ------------------------ | ------- |
| Polska | OLiS – albumy            | 3       |
| Polska | OLiS – albumy w streamie | 49      |
| Polska | OLiS – albumy fizyczne   | 2       |

## Certyfikaty i sprzedaż
| Kraj          | Certyfikat                | Sprzedaż | Data                 |
| ------------- | ------------------------- | -------- | -------------------- |
| Polska (ZPAV) | diamentowa płyta          | 150 000+ | 21 luty 2024         |
| Polska (ZPAV) | poczwórna platynowa płyta | 120 000+ | 22 luty 2023         |
| Polska (ZPAV) | potrójna platynowa płyta  | 90 000+  | 28 lipca 2021        |
| Polska (ZPAV) | podwójna platynowa płyta  | 60 000+  | 7 października 2020  |
| Polska (ZPAV) | platynowa płyta           | 30 000+  | 30 października 2019 |